# Isla Taprobane
Isla Taprobane (en tamil: தப்ரபேன் தீவு) es una isla rocosa privada con una villa, ubicada cerca de la costa sur de Sri Lanka, frente al pueblo de Weligama, de la Provincia Sur. La isla lleva el nombre de la antigua palabra griega para Sri Lanka.
La isla fue propiedad del Conde de Maunay que, exiliado de Francia, se enamoró de la Bahía de Weligama. Fue él quien hizo construir la villa en esta pequeña isla. Otro propietario anterior fue el autor y compositor estadounidense Paul Bowles y Kylie Minogue que cantó una canción sobre la isla titulado " Taprobane (extraordinary day)"  y " Dark Island " compuesto por Jason Kouchak .